# Otto Haxel

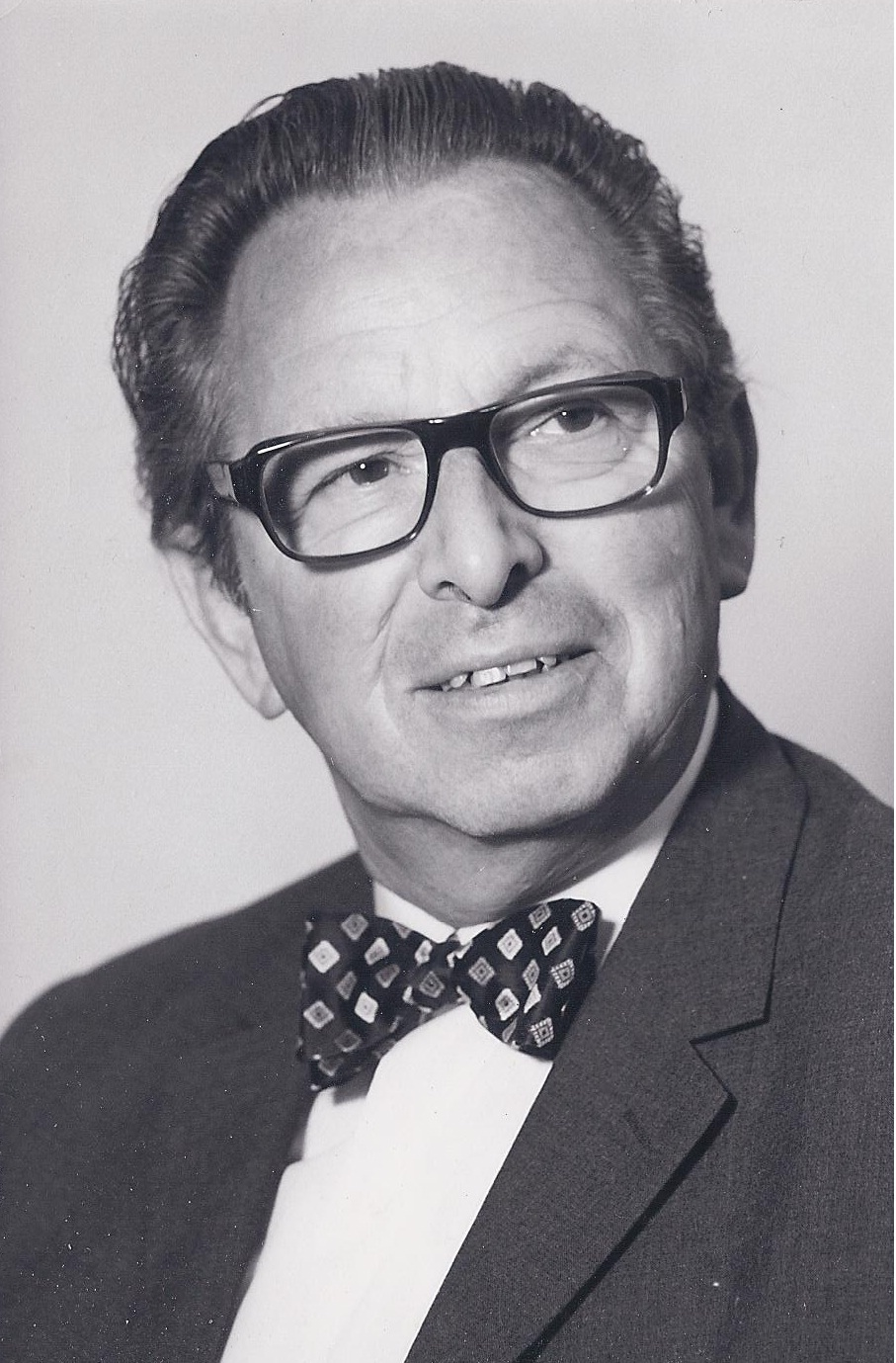
Otto Haxel

Otto Haxel (* 2. April 1909 in Neu-Ulm; † 26. Februar 1998 in Heidelberg) war ein deutscher Physiker, der sich insbesondere mit Kernphysik beschäftigte.

## Leben und Werk
Haxel studierte Ingenieurwissenschaften und Technische Physik an der Technischen Universität München, wo er sich dem Corps Cisaria anschloss, und an der Universität Tübingen. 1933 wurde er in Tübingen bei Hans Geiger über Protonenemission von Aluminium angeregt durch α-Strahlen von Radium C und Thor C promoviert. 1936 wurde er ebenfalls bei Geiger Oberassistent an der Technischen Hochschule in Berlin-Charlottenburg, wo er ebenfalls 1936 mit einer Arbeit über Die Kernspektren der leichten Elemente habilitiert wurde und bis 1945 war. Während der Arbeit an radioaktiven Nukliden die bei Bestrahlung von Uran entstehen kam er dort auch mit Otto Hahn in Kontakt. Während des Zweiten Weltkriegs arbeitete er am Uranprojekt mit.
Haxel war mit Hans E. Suess und J. Hans D. Jensen (der dafür mit Maria Goeppert-Mayer den Nobelpreis erhielt) 1949 an der Formulierung des Schalenmodells der Atomkerne beteiligt.
Nach dem Zweiten Weltkrieg wurde er Mitarbeiter des Max-Planck-Instituts für Physik in Göttingen (Leitung Werner Heisenberg) und wurde 1947 außerordentlicher Professor an der Universität Göttingen. An der Universität Heidelberg baute er ab 1950 das II. Physikalische Institut auf. Dort befasste er sich mit dem Zusammenhang von kosmischer Strahlung und Radioaktivität, aber auch in anderer Weise mit atmosphärischer Radioaktivität und baute ein Labor für die Altersbestimmung mit der C14-Methode auf. Das wurde später wichtig bei der Gründung des Instituts für Umweltphysik in Heidelberg.
Haxel war langjähriger Mitherausgeber der Zeitschrift für Physik, Mitglied der Deutschen Atomkommission seit ihrer Gründung 1956 und wirkte 1956 maßgeblich an der Gründung des Kernforschungszentrums Karlsruhe mit. Von 1970 bis 1975 war er wissenschaftlich-technischer Direktor des Kernforschungszentrums Karlsruhe, in dessen Aufsichtsrat er von seiner Gründung bis 1970 war. Nach 1975 war er wieder an der Universität Heidelberg und befasste sich unter anderem mit anthropogenen Einflüssen auf das Klima.
1957 gehörte er zu den Göttinger Achtzehn, einer Gruppe führender Wissenschaftler, die sich in einer gemeinsamen Erklärung gegen die geplante atomare Bewaffnung der Bundeswehr wandten.

## Ehrungen und Mitgliedschaften
Er war Mitglied der Leopoldina und seit 1951 der Heidelberger Akademie der Wissenschaften, deren Präsident er von 1978 bis 1982 war. 1980 wurde Haxel mit dem Otto-Hahn-Preis der Stadt Frankfurt am Main ausgezeichnet. 1971 erhielt er das Große Verdienstkreuz des Bundesverdienstkreuzes. 1973 wurde er Ehrendoktor in Karlsruhe.

## Schriften
- mit Jensen, Suess: On the ‘magic numbers’ in nuclear structure, Phys. Rev., Band 75, 1949, S. 1766
- mit Jensen, Suess: Zur Interpretation der ausgezeichneten Nukleonenzahlen im Bau des Atomkerns, Naturwissenschaften, Band 35, 1949, S. 376, Band 36, 1949, S. 153, 155
- mit Jensen, Suess: Modellmäßige Deutung der ausgezeichneten Nukleonenzahlen im Kernbau, Zeitschrift für Physik, Band 128, 1950, S. 295–311
- mit Jensen, Suess: Das Schalenmodell des Atomkerns, Ergebnisse der exakten Naturwissenschaften 26, 1952,  S. 244–290
- Entstehung, Eigenschaften und Wirkungen ionisierender Strahlung, in H. Vieten (Hrsg.), Handbuch der Medizinischen Radiologie/Encyclopedia of Medical Radiology, Band 1-1, Physikalische Grundlagen und Technik, Springer 1968, S. 1–107